# Minibiotus claxtonae
Espèce
Minibiotus claxtonae est une espèce de tardigrades de la famille des Macrobiotidae.

## Distribution
Cette espèce est endémique de la province de Neuquén en Argentine.

## Étymologie
Cette espèce est nommée en l'honneur de Sandra Kaye Claxton.

## Publication originale
- Rossi, Claps & Ardohain, 2009 : Tardigrades from northwestern Patagonia (Neuquen Province, Argentina) with the description of three new species. Zootaxa, no 2095, p. 21-36.